# Příbuzenské vztahy prezidentů Spojených států amerických
Mezi většinou prezidentů Spojených států amerických existuje doložený příbuzenský vztah.
O tom, že prezidenti Spojených států amerických jsou nějakým způsobem příbuzní, se ví a naznačuje to i počet předků, který se zdvojnásobuje v každé předcházející generaci. Detailně začala mapovat příbuzenský vztah prezidentů Spojených států amerických tehdy 10letá BridgeAnne d'Avignon. Svým projektem, se kterým ji pomáhal její dědeček Jimmy d'Avignon, strávila dva roky. Svým bádáním prokázala, že kromě prezidenta Martina Van Burena jsou všichni prezidenti potomky anglického krále Jana Bezzemka. Podařilo se jí tak prokázat příbuzenský vztah 42 ze 43 do té doby působících prezidentů. Začala u prezidenta Georgea Washingtona a sledovala jak mužské tak ženské linie. Genealogové věnující se této problematice před ní dokázali najít příbuzenský vztah pouze mezi 22 prezidenty, nejspíše proto, že sledovali pouze mužské linie. Sama BridgeAnne zjistila, že je sestřenicí z 18. kolena Baracka Obamy.
Po té, co byla tato informace publikována, se objevily spekulace, že toto je důkaz skryté manipulace, nebo dokonce, že prezidenti USA jsou předvybraní. Společný předek před 800 lety ale není důkaz takovéto konspirace. Ve dvacáté generaci zpět má jednotlivec přes milion předků, ve třicáté už je to přes miliardu předků. 800 let odpovídá asi 30 generacím. Počet obyvatel celé planety byl v té době asi 0.5 miliardy a Anglie měla v té době asi 4,5 milionu obyvatel. Jestliže je počet obyvatel nižší, než teoreticky nutný počet předků v dané generaci pro konkrétního jednotlivce, musí mít jednotlivci mnoho předků společných. Tedy by spíše bylo překvapením, kdyby nějaký z prezidentů, kteří mají významný podíl předků z Anglie, nebyl potomkem některého z britských králů.

## Otec a syn
V historii dosud byli dva páry prezidentů, mezi kterými existoval vztah otec a syn, John Quincy Adams byl synem Johna Adamse a George W. Bush je synem Georgee H. W. Bushe.

## Děda a vnuk
Dvojicí děda a vnuk byl jeden pár prezidentů, devátý prezident William Henry Harrison a dvacátý třetí prezident Benjamin Harrison.

## Bratranci

### Bratranci z 2. kolena
- James Madison a Zachary Taylor, mají společné praprarodiče Jamese Taylora

### Bratranci z 5. kolena
- Theodore Roosevelt a Franklin D. Roosevelt, mají společné prapraprapraprarodiče Nicholase Roosvelta

### Bratranci z 11. kolena
- Barack Obama a George W. Bush, mají společné mají společné prapraprapraprapraprapraprapraprarodiče Samuela Hinckleyho a Sarah Soole.[7]

## Franklin D. Roosevelt
Příbuzenský vztah Franklin D. Roosevelt s Theodoreem Rooseveltem je vzdálenější, protože Theodore Roosevelt byl z Oyster Bay Rooseveltů, zatímco Franklin byl z Hyde Park Rooseveltů. Manželka Franklina D. Roosevelta Eleanor ale byla neteří Theodorea Roosevelta. Příbuzenské vztahy Franklina D. Roosevelta, ale sahají i k prezidentům mimo rodinu Rooseveltů. Jeho příbuzenské vztahy vedou minimálně k 11 prezidentům, mimo jiné k Johnu Adamsovi a Ulyssesu S. Grantovi.

## Barack Obama
Barack Obama a George W. Bush mají společné prapraprapraprapraprapraprapraprarodiče Samuela Hinckleyho a Sarah Soole, kteří v 17. století odešli z Kentu. Barack Obama je vzdáleným bratrancem Lyndona Johnsona a Harryho Trumana.

## Příbuzenské vztahy známých osobností k prezidentům
- James Dean byl synovcem ze 7. kolena Richarda Nixona,[8]
- Brad Pitt je bratrancem z 9. kolena Baracka Obamy, jejich společným předkem je Edwin Hickman,[8][9]
- Ben Affleck je bratrancem z 11. kolena Baracka Obamy, jejich společný předek je z rodiny Hinckleyů z Cape Cod.[8] Kromě něho má příbuzenský vztah k dalším 15 prezidentům,[10]
- Warren Buffett a Barack Obama mají společného předka Frenchmana Mareena Duvalla. Duvall je prapraprapraprapraděda Warrena Buffetta a praprapraprapraprapraprapraděda Baracka Obamy,[8] což z Warrena Buffetta dělá praprastrýce ze 7. kolena Baracka Obamy,
- Hugh Hefner byl prastrýcem z 9. kolena George W. Bushe,[8][11]
- John Kerry je praprastrýcem nebo praprasynovcem[pozn. 2] z 16. kolena George W. Bushe,[11]
- Marylin Monroe byla tetou z devátého kolena George H. W. Bushe a pratetou z devátého kolena George W. Bushe,[8]
- princezna Diana a George W. Bush mají společného předka Thomase Mitchella, který je Bushovým praprapraprapraprapraprapraprapradědou,[8] což z George W. Bushe dělá  prastrýce z 11. kolena princezny Diany. Současně mohou být oba příbuznými skrze Henryho Spencera.[8]
- Tom Hanks je prapraprasynovcem z třetího kolena Abrahama Lincolna přes Lincolnovu matku Nancy Hanksovou,[8][12]
- komentátorka CNN Margaret Hoover je pravnučkou prezidenta Herberta Hoovera,[8]
- Richard Gere a James A. Garfield mají společného předka Johna Billingtona, skrze něj je Richard Gere prapraprasynovcem z šestého kolena Jamese A. Garfielda,[8]
- podle Johnnyho Cashe byla jeho druhá manželka June Carter Cash sestřenicí ze čtvrtého kolena Jimmyho Cartera,[8]
- Matt Damon má příbuzenský vztah k šesti nebo sedmi prezidentům.[10]
- 46 viceprezident Spojených států amerických Dick Cheney je vzdáleným příbuzným Baracka Obamy[2]
- bývalý irský prezident Erskine Hamilton Childers je vzdálený příbuzný G. W. Bushe. Jejich společnými předky jsou prapraprapraprapraprapraprapraprarodiče G. W. Bushe William Hutchinson a Anne Marbury, kteří se oba narodili v Lincolnshire a kteří jsou také předky matky Erskinea Hamiltona Childerse Mary Alden Osgood.[13]
- G. H. W. Bush a G. W. Bush jsou příbuznými sira Winstona Churchila, jejich společným předkem je Elizabeth Bullock Clement(s),[14]